# ジョヴァンニ・バッティスタ・ベッカリーア

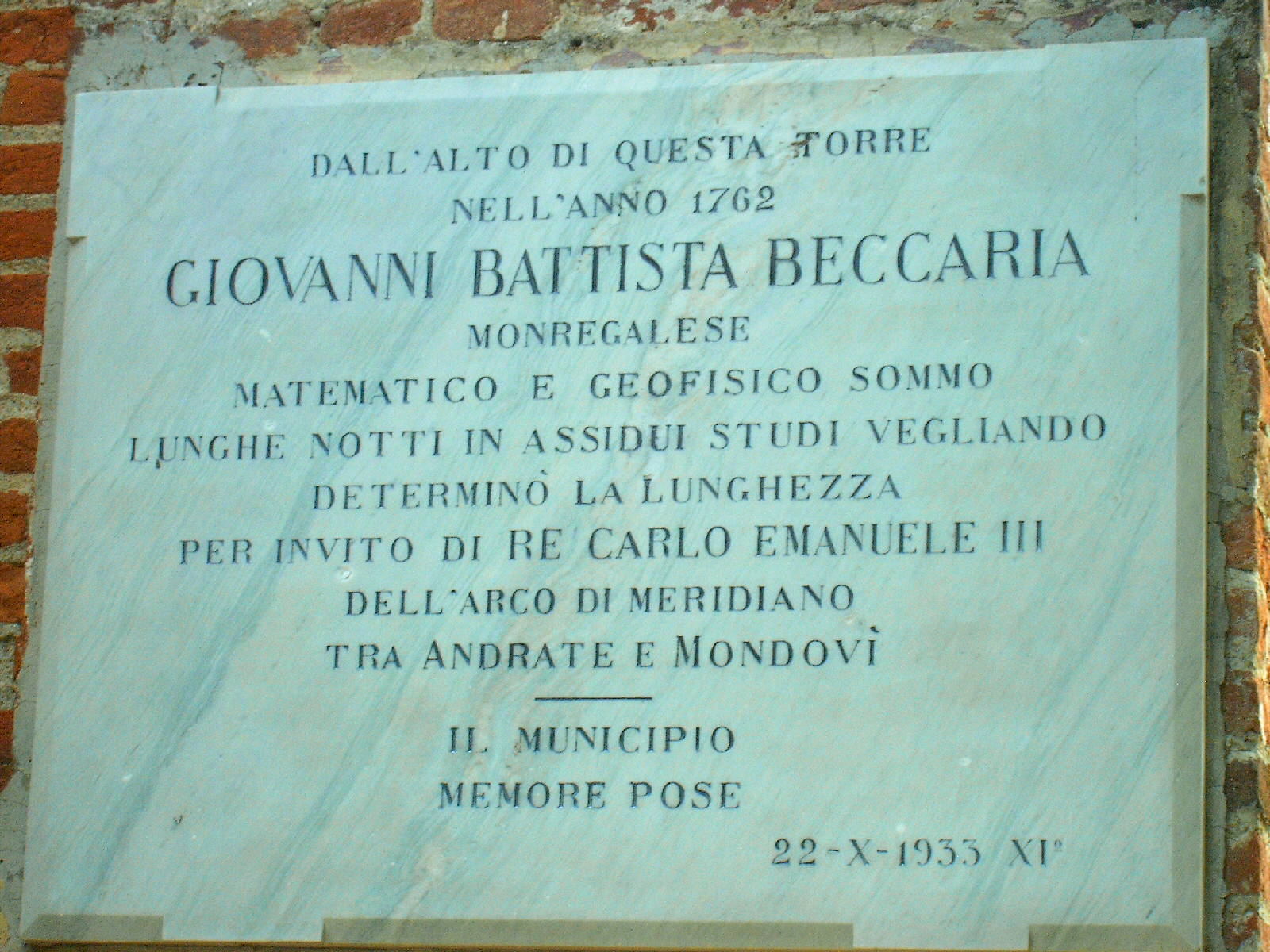
モンドヴィのベルヴェデーレタワー（Torre del Belvedere）にあるベッカリーアを称えるプレート

ジョヴァンニ・バッティスタ・ベッカリーア（イタリア語: Giovanni Battista Beccaria、生誕名Francesco Ludovico Beccaria、1716年10月3日 - 1781年5月27日）は、イタリアの物理学者、数学者、キリスト教修道士、神父である。『グラドゥス・タウリネンシス（Gradus Taurinensis、「トリノの階段」の意味）』（地球の子午線の一部がピエモンテを通過することを測定したもの）の著者であり、18世紀のトリノ大学の科学的革新に大きく寄与した。

## 生涯

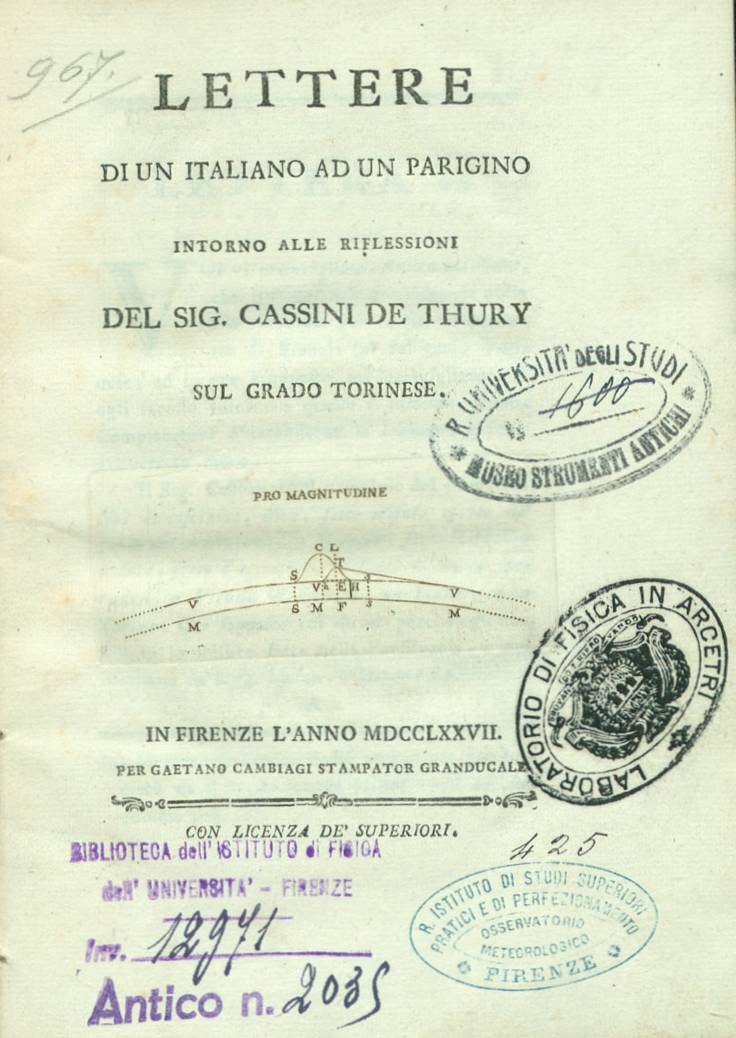
トリノのカッシーニ・ド・トゥリー氏についてのイタリア人からパリ人への手紙（1777年）

### 前半生
ベッカリーアは、1716年にモンドヴィの質素な家庭に生まれた。誕生時の名前はフランチェスコ・ルドヴィコ・ベッカリーア（Francesco Ludovico Beccaria）であり、ジョバンニ・バッティスタ（ジャンバティスタ、Giambattista）という名前は、幼い頃、故郷のエスコラピオス修道会で修道誓願を立てたときに与えられたもので、最初の著作にこの名前を使って署名するようになった。この時期、ベッカリーアは主に新理論とニュートンの実験を中心に物理学を深く学んだ。1740年頃から、ナルニ、ウルビーノ、パレルモ、ローマの学校に派遣されて勉学を教え、1748年、時のサルデーニャ王カルロ・エマヌエーレ3世に呼ばれ、修道士のフランチェスコ・アントニオ・ガロ（Francesco Antonio Garro）神父に代わって、トリノ大学の実験物理学の講座を任された。
この頃、ベッカリーアは、電気学を単なる好奇心の対象から科学的な学問へと変化させたベンジャミン・フランクリンと親密な文通を始め、その理論を公然と擁護した。 同時に、ベッカリーアの思想は、まだ教条的な立場（独断主義）に根ざしていたトリノ大学の一般的なイデオロギーから離れ始めていた。ピエモンテの科学者は、合理主義・理性主義の母体である「デカルトの物理学」ではなく、実験的な科学的方法を好んだのである。幾何光学やガリレオ力学（古典力学）などの近代物理学の基礎理論は、ようやくイタリアの学界に定着し始め、ヨーロッパの他の地域で起こっていることと同調するようになった。
ベッカリーアは研究会を結成し、ジョゼフ＝ルイ・ラグランジュ、ジャンフランチェスコ・シーニャ（Gianfrancesco Cigna）、アンジェロ・サルッツォ・ディ・モネジリオ（Angelo Saluzzo di Monesiglio）などの若者を教育した。これらの若者は、トリノ私立科学協会の創設者となり、その結果、トリノ科学アカデミー（Accademia delle Scienze di Torino）が誕生した。他にもアレッサンドロ・ボルタやルイージ・ガルヴァーニなどが弟子にいた。
初期の段階においてのベッカリーアの科学的関心は、ほぼ近代になってから科学分野となっていた電気学の分野に集中しており、電気の理論を展開した（尤もこれらは後にボルタの実験によって否定されることになる）。その後、気象学や水理学の研究にも取り組んだ。
この間もベッカリーアはフランクリンと頻繁に手紙のやり取りをしており、特に電気学について多くのアイデアを共有していた。彼の研究とフランクリンの発見の結果、自身の監督下でヴェネツィアのサン・マルコ寺院とローマのクイリナーレ宮殿に避雷針が設置され、その後1770年には、ミラノのドゥオーモにも設置された。

### 初期の発見と作品
ベッカリーアは、『人工的・自然的な電磁気学（Dell'Elettricismo Artificiale e Naturale）』（1753年）の中で、フランクリンの単一流体理論に賛同し、それに起因する様々な現象を定量的に説明している。導体と誘電体（コンデンサの役割）を区別し、導体の磁気的性質を説明するなど、電気的性質によって物体を分類した。ベッカリーアはまた、歴史的にはマイケル・ファラデーの功績とされ、静電気学において基本的な重要性を持つ、「すべての電気は、物体の内部に拡散することなく、物体の自由表面に還元される」という結果を、この著書の中で予想した。
また、放電の種類を分類し、大気中の電気と避雷針を研究し、イタリア国内に先駆けてピエモンテに普及させた。
ベッカリーアの論文は、イタリアで出版された後、英語に翻訳され、ベンジャミン・フランクリンとその同僚であるジョセフ・プリーストリーの努力によって、とりわけアメリカ合衆国で広められた。 1755年にはイギリスの王立協会の会員になった。

### 『グラドゥス・タウリネンシス』と2つのオベリスク

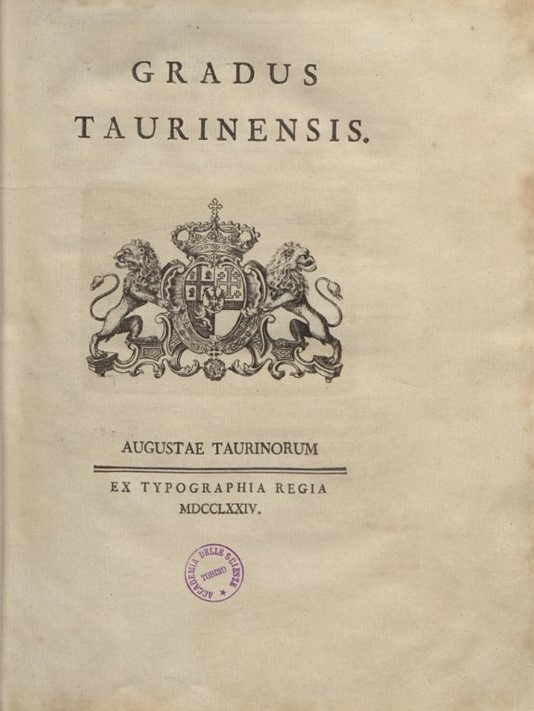
『グラドゥス・タウリネンシス』の口絵、1774年にトリノで公開された

1759年、カルロ・エマヌエーレ3世王は、イエズス会のルッジェーロ・ボスコヴィッチ神父から、他のヨーロッパ諸国ではすでに子午線の測定が行われていることを知った。科学の偉大な後援者である国王は、ベッカリーアにピエモンテの東経7度50分の子午線（これをタウリネンシスといった）の測定を託した。
測定点の研究は、1760年から1774年にかけて、ベッカリーア自身が助手のドメニコ・カノニカとともに行った。これらにより、1767年にすでに開始された『Carta generale dello stato sabaudo』（直訳すると『サヴォイ州の一般的な地図』）を作成することが可能になった。
1774年に発表した「Gradus Taurinensis」では、子午線の部分の長さを112.06km（現在採用されている111.137kmよりも少し大きい）とし、そこから地球上の子午線全体の長さを40332km（現在採用されている40009.152kmより少し長い）としている。有名な祖父ジャン・ドメニコの孫であるフランスの測地学者セザール＝フランソワ・カッシーニ（César-François Cassini）は、数年後、ピエモンテの科学者が推定した緯度の数値1°7'44 "に異議を唱えた（カッシーニが平均楕円体（ジオイドを参照）の測定に基づいて出した結果は1°8'14 "であった）。しかし、1820年に物理学者のジョヴァンニ・プラーナがベッカリアのデータを再確認し、フランスの測地学者が導き出した理論値との不一致の原因として、アルプス山脈が近く、その引力が鉛直線の方向に敏感に影響を与えていることを指摘した。
アンドラーテ（イヴレーアに近い地域）からベルヴェデーレ・ディ・モンドヴィ地域（クーネオ県、Belvedere di Mondovì）までを横切るこの子午線の長さを決定するために、この科学者は、古代にエラトステネスが発明したものと同様の幾何学的三角法を用いたが、その数十年前、1696年にリグーリア州のペリナルド近郊で天文学者のジャン・ドミニコ・カッシーニが使用したものでもある。そのため、ベッカリーアは、トリノのスタトゥート広場（Piazza Statuto）と12km離れたリヴォリのコルソ・スーザ（Corso Susa）のロータリーを結んでいた（現在も結んでいる）コルソ・フランシア（Corso Francia）通りの全長を測定しなければならなかった。つまり、東西の線は、北緯45°の平行線（さらに南を通るという説もある）ではなく、北緯45°04'の平行線であり、その差は30インチ（約76cm）であった。この測定値は、アンドラーテ-モンドヴィ間の三角法による測量に使用されたほか、スーペルガ（Superga）、バランジェーロ、サンフレ、サルッツォといったピエモンテの他の地域との地理的な三角測量にも使用された。

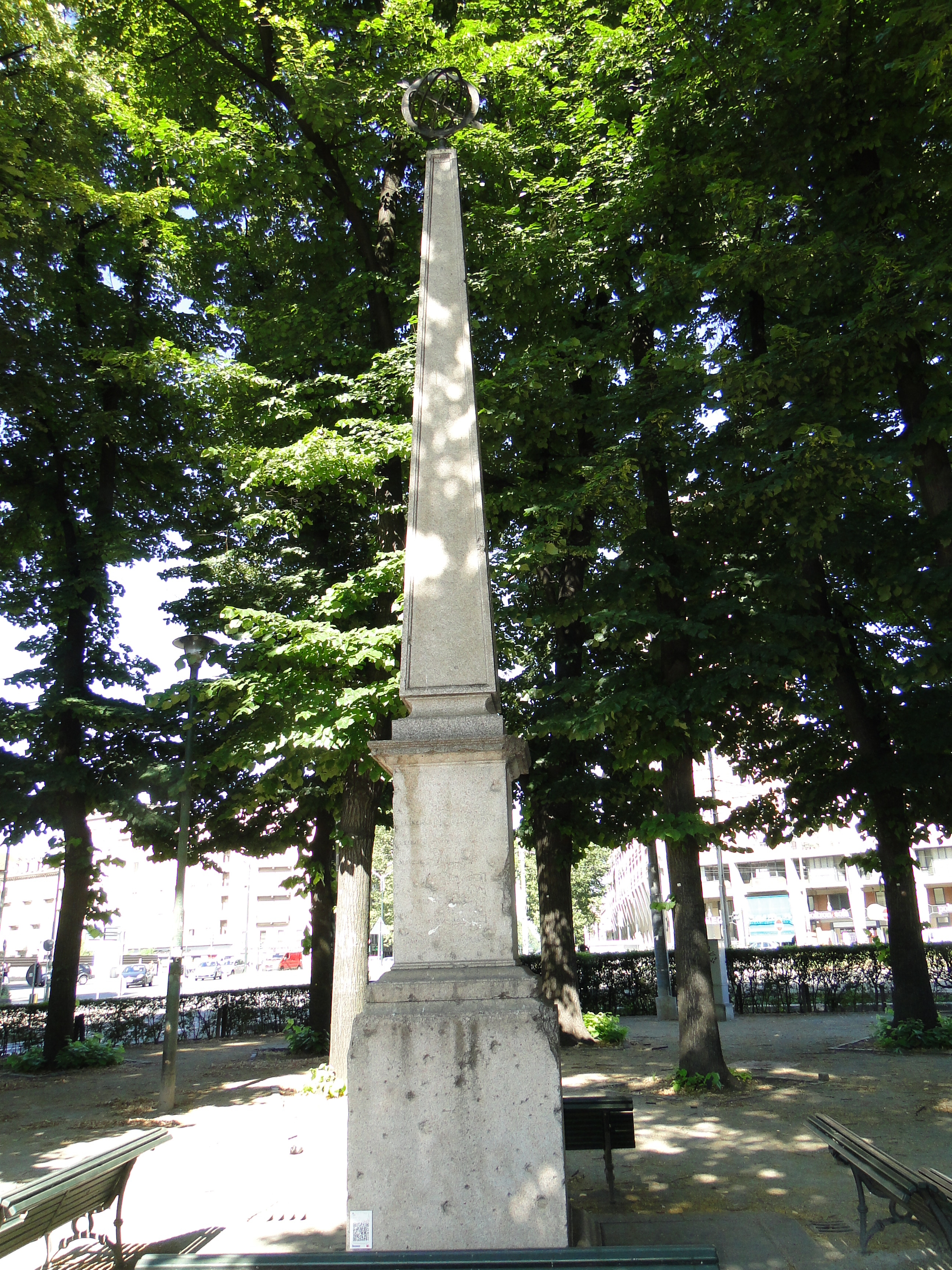
スタットート広場の測地を記念したオベリスク（L'obelisco geodetico）

ベッカリーアは2つの大理石を使って道の端を示し、地面に固定し、道標の木で道の両側の正確な位置を示しました。時が経つにつれ、石は地中に埋まり、木は伐採され、この実験の跡は失われてしまった。しかし、1808年、第一帝政期のフランス軍を率いて戦地を指揮していたサンソン将軍（Nicolas Antoine Sanson）は、技術者のラセーレ（Lasseret）に探索を依頼した。ベッカリーアや地元の機関（県知事のステファノ・ヴィンセント（Stefano Vincent）、トリノ市長のジョヴァンニ・ネグロ（Giovanni Negro）、リヴォリ市長のレヴェッリ（Revelli））のメモをもとに、巨石は再び光を浴びることになった。この出来事を記念し、後世に伝えるために、2つの自治体の費用負担で、上に2つの同じオベリスクを建てることが決定され、現在も残っている。リヴォリにあるものは1808年10月8日に、スタトゥート広場にあるものは12月7日に竣工した。

### 晩年
ベッカリーアは電気学の研究に加えて、何よりも好んでいたラテン文学や、詩、芸術などの人文科学を愛していた。
王立協会とフリーメーソンのメンバーであったことも知られている 。
1781年5月27日流星に関する論文を執筆中ににトリノで亡くなった。長く苦しい闘病生活を送ったが、その間、当時の有力者から支援を受けた。

## その他
ベッカリーアを名の由来とするものは多く、ここではそれについて記述する。

### トリノ
トリノ市は、スタトゥート広場のオベリスクの庭園とプリンチペ・エウジェニオ（Principe Eugenio、プリンツ・オイゲンのことで同氏に因んで名付けられた地区）の間に続くコルソ・サン・マルティーノ（corso San Martino）の小径を、彼の名にちなんで命名した。 一時期このコルソは、トリノで最も短い100メートルのコルソでもあった。 。
作家のマリナ・ジャール（Marina Jarre）は、その著した小説の1つに、スタットゥート広場の小さなオベリスクについて次のように説明している。
La grigia guglia di granito sormontata da un globo di bronzo con i meridiani, tra il verde di Piazza Statuto, ricorda ai Torinesi un pezzo di storia cittadina sul finire del settecento quando, in una città di 72.500 abitanti, rischiarata da poche rudimentali lanterne ai crocevia, l’elettricità era ancora una forza misteriosa con la quale solo “i maghi” potevano prendere confidenza. E mago era considerato dal popolino Giambattista Beccaria, un frate di Mondovì che abitava all’inizio di via Po (una stanza che fu incorporata nell’Hotel Londra sopra il Caffè Dilei) e che aveva impiantato in una torretta un piccolo osservatorio di meteorologia e di astronomia sormontato da una spranga di ferro: il primo parafulmine italiano.

スタトゥート広場の緑の中にある、グレーの花崗岩でできた尖塔の上には、経線が描かれたブロンズの地球儀が置かれている。18世紀末、人口72,500人のこの街では、十字路に設置されたいくつかの初歩的なランタンで照らされていたが、電気はまだ「魔術師」だけが知ることのできる神秘的な力だったのだ。ジャン・バッティスタ・ベッカリーアは、モンドヴィ出身の修道士で、ポー通りの入り口に住んでいたが（ホテル・ロンドラのカフェ・ディレイの上の部屋に組み込まれていた）、一般の人々からは魔術師と思われていた。 彼は、櫓の上に小さな気象・天文観測所を設置し、その上にはイタリア初の避雷針である鉄の棒を置いていた。
測地を記念するオベリスクの上にあるアストロラーベは、ベッカリーアの尖塔とも呼ばれている。

### アンドラーテ
アンドラーテの市庁舎が立っている広場もベッカリーアにちなんで名付けられている。向かいの教区教会の祭壇の左側の壁には、次の言葉が刻まれた大理石のプラークがある。
Il Padre Giovanni Battista Beccaria già nel 1762 osservava le stelle da questo foro col suo Settore Zenitale. Il Barone Cav. Plana Giovanni Astronomo dettava la presente nel 1863.

1762年には、ジョバンニ・バッティスタ・ベッカリーア神父がゼニス・セクター（Settore Zenitale）を使って、この穴から星を観測していました。カヴ・プラナ男爵や天文学者のジョヴァンニが1863年に口述したものです。

## 作品
日本語のタイトルはいずれも直訳のもの。
- 1769年に行われた、電気的インデックスの後期構成とその説明のための実験と観察（Experimenta atque observationes quibus electricitatis vindex late constituitur atque explicatur）（1769年）
- 自然電気と人工電気（Dell'elettricismo naturale e artificiale、1753年）
- 電気（Dell'elettricismo、1758年）
- (イタリア語) Elettricismo artificiale. Torino: Stamperia reale. (1772) （2年後に英語に翻訳された）。
  -  (イタリア語) Dell'elettricismo artificiale. 1. Macerata: Antonio Cortesi. (1793)
  -  (イタリア語) Dell'elettricismo terrestre e atmosferico. 2. Macerata: Antonio Cortesi. (1793)
- (ラテン語) Gradus Taurinensis. Torino: Stamperia reale. (1774)
- (イタリア語) Della elettricità terrestre atmosferica a cielo sereno. Torino. (1775)
- (イタリア語) Lettere di un Italiano ad un Parigino intorno alle riflessioni del sig. Cassini de Thury sul grado torinese. Firenze: Gaetano Cambiagi. (1777)